# Ole Bjur
Ole Bjur (* 13. September 1968 in Rødovre) ist ein ehemaliger dänischer Fußballspieler und heutiger Fußballfunktionär.

## Karriere als Fußballspieler
Während seiner aktiven Laufbahn stand Ole Bjur bei Vanløse IF und beim Erstligisten Brøndby IF unter Vertrag. Während seiner Zeit als Aktiver beim Kopenhagener Vorortclub kam der zentrale Mittelfeldspieler in den Jahren 1991, 1996, 1997 und 1998 zu Meisterehren. Außerdem gewann Bjur 1994 und 1998 den dänischen Pokal.
Am 23. April 1996 spielte Ole Bjur beim 3:0-Sieg im Testspiel in Nykøbing Falster gegen Schottland erstmals für die dänische B-Nationalmannschaft. Am 14. August 1996 absolvierte er beim 1:0-Sieg im Freundschaftsspiel in Göteborg gegen Schweden sein erstes Spiel für die dänische Nationalmannschaft. Für die dänische Auswahl kam Bjur zu drei Einsätzen, sein letztes Länderspiel absolvierte er am 20. August 1997 bei der 0:3-Niederlage im WM-Qualifikationsspiel in Sarajevo gegen Bosnien-Herzegowina.

## Trainer und Funktionär
Im Oktober 2010 schloss sich Ole Bjur bei Brøndby IF dem Trainerteam an. Zum 1. März 2011 wurde er Sportdirektor des Klubs. Diesen Posten gab er zum Ende der Saison 2012/13 ab. Zum 1. Januar 2014 wurde Bjur Sportlicher Leiter beim Drittligisten Fremad Amager. In seine Amtszeit fällt der Zweitligaaufstieg. Am 14. September 2015 gab er diesen Posten ab und ist seitdem für die Entwicklung der Talente im dänischen Vereinsfußball verantwortlich.